# Dmitri Dmitrijewitsch Swetschnikow
Dmitri Demjanowitsch Svetchnikow (russisch Дмитрий Дмитриевич Свечников, wiss. Transliteration Dmitri Demjanowitch Svečnikov; * 29. August 1957 in Chorol, Ukrainische SSR) ist ein russischer Künstler der abstrakten Malerei.

## Biografie
Nach dem Besuch der Staatskunstschule in Charkow von 1974 bis 1978 unter Wiktor Lapin (Malerei und Konstruktivismus) begann Dmitri Demjanowitsch Svetchnikow mit der künstlerischen Tätigkeit mit Teilnahme an mehreren Gebietsausstellungen 1978–1990 in Poltawa. Insgesamt kann der Künstler die Teilnahme an 18 Republikausstellungen 1982–1990 in Kiew verbuchen. Nach der Aufnahme in die Künstlerunion der Ukraine, Poltawa 1986 und nach Beurteilung der Jury in Kiew und Moskau wurde Dmitri Demjanowitsch Svetchnikow auch in die Künstlerunion der UdSSR aufgenommen.

## Ausstellungen
Werke von Dmitri Demjanowitsch Svetchnikow besitzen eine Teilnahme an Galerien und haben unter anderem an folgenden Ausstellungen in ganz Europa und auch in Übersee mitgewirkt (Auswahl):
- 1989 Dänemark, Soviart Centre of Contemporary Art and The Municipality of Odense,
- 1989–1990 Ausstellung der ukrainischen Künstler in Chicago,
- 1990 Schweden, Kulturcentrum Marsvinsholm Ystad,
- 1991 zeitgenössische Kunst in den USA (Wanderausstellung),
- 1991 Hugenottenhalle in Neu-Isenburg,
- 1992 Kulturtreff „Die Scheune“ in Geisenheim,
- 1993 Rathausfoyer der Stadt Hofheim am Taunus,
- 1993 Rathaus Schloß Holte-Stukenbrock,
- 1993 Galerie im Forum Hamburg-Norderstedt,
- 1993 Altes Rathaus in Lohr am Main,
- 1994 Altstadt-Galerie in Wiesbaden,
- 1994 Kurhaus in Wiesbaden,
- 1996 Villa Clementine in Wiesbaden,
- 1996–2001 DKD, Deutsche Klinik für Diagnostik, Praxis Dr. Maier, Wiesbaden
- 1997–2001 Altes Rathaus, Wiesbaden-Nordenstadt
- 1998 1. S/W-Wettbewerb des Foto-Film Clubs Bayer e.V. Leverkusen in Köln,
- 2000–2001 FIAP, 2. Internationale Fotoausstellung, Zagreb
- 2001–2002 Reha-Klinikum „Hoher Flaming“, Belzig
- 2003 Ukrainische Kunst in Moskau Z.D.H.
- 2003–2004 Asklepios Paulinen Klinik, Wiesbaden
- 2003–2004 Galerie „Pictor“, Mainz
- 2004 Galerie „Form und Werk“, Wiesbaden
- 2004–2005 „Galerie 36“, Große Freiheit 36, Hamburg-St. Pauli
- 2006–2007 Galerie „Atelier“, Mainz
- 2006–2007 Galerie „Bohrmann“, Wiesbaden-Nordenstadt
- 2006–2008 Galerie „atelier Roman Schmelter“, Mainz
- 2007/2008 „Kunst im Garten“, Wiesbaden
- 2009 „Galerie 21“, Wiesbaden
- 2009 Rathaus, Trier
- 2009 „Centre Culturel A.S. Pouchkine“, Luxembourg
- 2009–2021 Galerie „atelier Roman Schmelter“, Mainz
- 2011–2020 „Galerie 13“, Wiesbaden
- 2011 Videoprojekt „Schwarzweiss-Photos aus der Ukraine“
- 2012 „Galerie 21“, Wiesbaden
- 2012 Rathaus, Ingelheim
- 2014 „JOSKO“, Ingelheim
- 2015 "25 Jahre Dimitri Svetchnikov in Deutschland", Galerie Roman Schmelter, Mainz
- 2015 Eröffnung der Web-Site www.galerie-dima.de
- 2016–2018 "Galerie ARTfact", Idstein
- 2016–2024 "Galerie Santa Clara", Wiesbaden
- 2016 "Museum im Wehener Schloß, Taunusstein
- 2017 Gittes Galerie, Wiesbaden
- 2019 Kulturzeit im ZMO, Mainz-Bretzenheim
- 2019 "sam Museum am Markt" Wiesbaden
- 2021–2024 Galerie "Atelier 6", Mainz
- 2021–2022 "Künstlerverein Walkmühle", Wiesbaden

Es wurden zahlreiche Bilder vom Kulturministerium der UdSSR für folgende Institutionen und Museen übernommen:
- Malerunion Moskau
- Künstlerunion Kiew
- Kunstmuseum Poltawa
- Kunstmuseum Suminsk

Werke befinden sich außerdem in Privatsammlungen in Deutschland, USA, Österreich, Schweiz, Italien und Frankreich.